# Saliut 1
Saliut 1 (DOS-1) (en ruso: Салют 1, romanizado: Saliut 1, lit. 'fuego artificial; salva') fue la primera estación espacial de la historia, lanzada a la órbita terrestre baja - a 200 kilómetros sobre la superficie terrestre- por la Unión Soviética el 19 de abril de 1971. Permaneció 175 días en órbita hasta que el 11 de octubre fue destruida por una reentrada controlada en la atmósfera al tener casi agotado el combustible para poder mantener la altura.
Tras su lanzamiento la estación espacial fue visitada por las misiones tripuladas Soyuz 10 y Soyuz 11. En el primer caso el acoplamiento automático de la Soyuz 10 falló ya que, aunque fue acoplada manualmente, no se hizo totalmente debido al ángulo de aproximación lo que hizo abortar la misión a la tripulación que no pudo acceder al interior. La tripulación de la Soyuz 11 -formada por Viktor Patsáyev, Vladislav Vólkov y Gueorgui Dobrovolski- sí logró un acoplamiento exitoso y durante 23 días realizaron experimentos como investigar el crecimiento de las plantas en el espacio o pruebas médicas sobre sí mismos para analizar el comportamiento humano en el espacio. Sin embargo el 30 de julio, justo antes de la reentrada de la Soyuz 11 con la tripulación de vuelta a Tierra, una válvula falló accidentalmente provocando la despresurización de la nave. Los tripulantes murieron por asfixia siendo las únicas personas conocidas que murieron por encima de la línea de Kármán. Después del accidente la necesidad de rediseñar las naves Soyuz con el fin de incorporar los trajes espaciales durante su uso para aumentar la seguridad impidió que nuevas misiones tripuladas pudieran llegar a la estación Salyut 1.
Fue la primera misión del programa Salyut que continuó con cinco lanzamientos exitosos y dos fracasos de un total de siete estaciones construidas y lanzadas al espacio. El módulo final del programa, Zvezda (DOS-8), se convirtió en el núcleo del segmento ruso de la Estación Espacial Internacional instalado desde el año 2000.

## Estructura
La Salyut 1 tenía una longitud de veinte metros y un ancho máximo de cuatro. El exterior tenía unos paneles solares para abastecerse de energía eléctrica, radiadores para mantener la temperatura, sensores y motores del sistema de orientación y maniobra.
El interior, además del Observatorio Espacial Orion 1 que contaba con un telescopio y un espectrógrafo operando en ultravioleta, consistía en cuatro módulos: un compartimento de transferencia o servicio, para acoger o despedir a las tripulaciones de las expediciones Soyuz; un compartimento principal donde la tripulación pasaba gran parte del tiempo; un compartimento de servicios con un equipo de control y comunicaciones, las baterías, el sistema de soporte vital y otros equipos auxiliares; y un compartimento dedicado a los motores propulsores de la estación y equipos asociados.

## Características
- País: Unión Soviética
- Fecha de lanzamiento: 19-4-1971
- Longitud: 15,8 m
- Diámetro máximo: 800 m
- Volumen habitable: 90 m³
- Masa en el lanzamiento: 18.900 kg
- Vehículo de lanzamiento: Protón (3 etapas)
- Área de paneles solares: 20 m²
- Número de paneles solares: 4
- Número de puertos de anclaje: 1
- Misiones tripuladas: 2
- Misiones tripuladas de larga duración: 1
- Materiales: hierro y lana
- Tripulación: hasta 5 astronautas

## Expediciones a la Salyut 1
La primera misión a la Salyut fue la Soyuz 10, que se acopló a la estación el 23 de abril, permaneciendo estacionada allí durante 5 horas y media. La tripulación no pudo acceder a la estación por un problema técnico, debiendo regresar a la Tierra.
La segunda misión, embarcada en la Soyuz 11 permaneció en ella durante 23 días. Este fue el primer acoplamiento en órbita de una nave tripulada a una estación espacial. Lamentablemente la misión sufrió un accidente técnico durante su reentrada se abrió una válvula por la cual se escapó el aire y la cápsula aterrizó en la tierra con sus tres astronautas fallecidos desde ahí se obligó a usar el traje espacial. 
| Expedición | Tripulación                                                 | Fecha lanzamiento                | Despegue | Fecha aterrizaje                 | Aterrizaje | Duración - días - |
| ---------- | ----------------------------------------------------------- | -------------------------------- | -------- | -------------------------------- | ---------- | ----------------- |
| Soyuz 10   | Vladimir Shatalov, Aleksei Yeliseyev, Nikolai Rukavishnikov | 23 de abril de 1971 23:54:06 UTC | Soyuz 10 | 25 de abril de 1971 23:40:00 UTC | Soyuz 10   | 0                 |
| Soyuz 11   | Gueorgui Dobrovolski, Viktor Patsáyev, Vladislav Vólkov     | 6 de junio de 1971 04:55:09 UTC  | Soyuz 11 | 29 de junio de 1971 23:16:52 UTC | Soyuz 11   | 23,77             |